# 2S35 Koalitsiya-SV

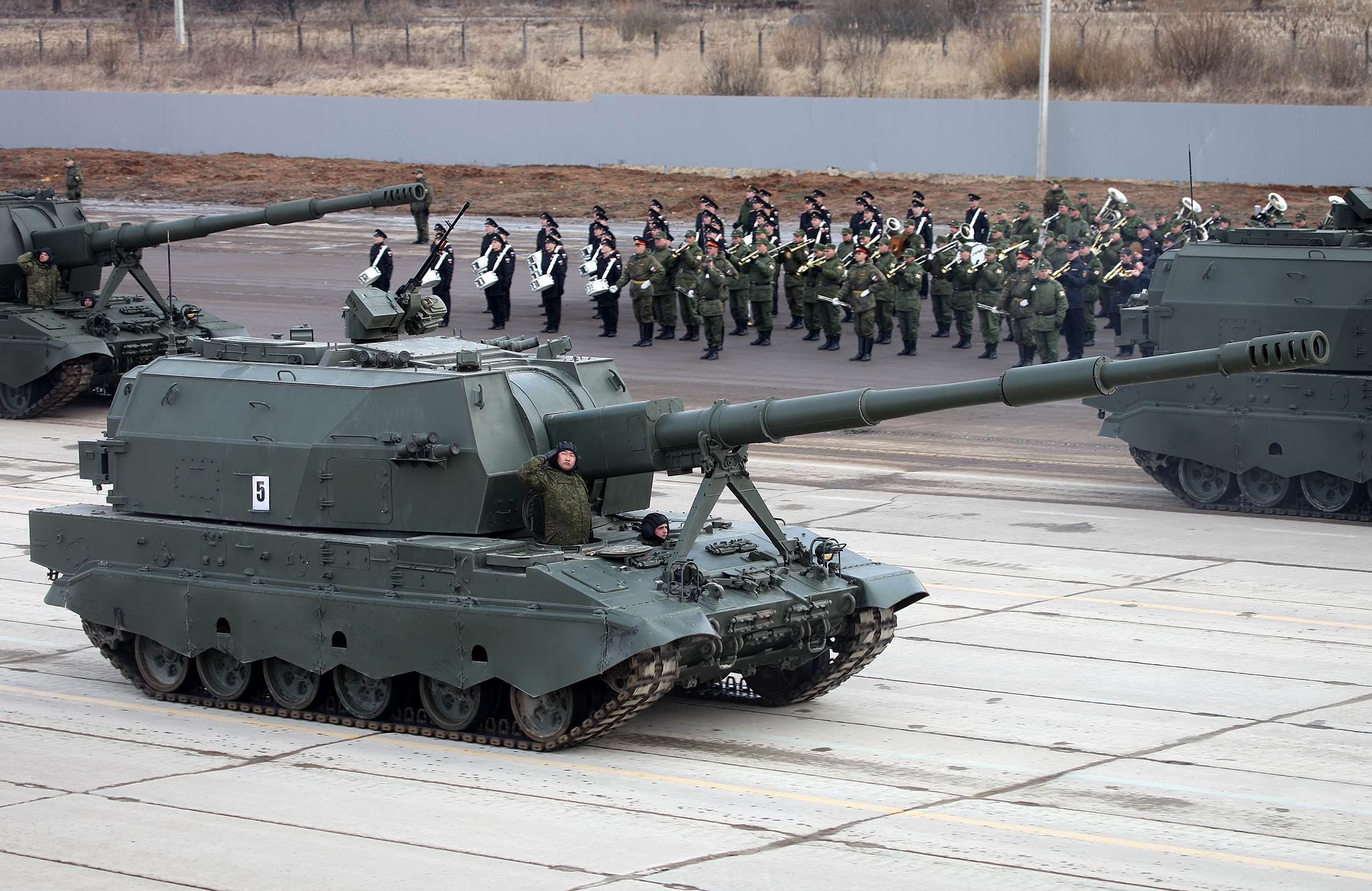
2S35 Koalitsiya-SV, år 2016.

2S35 Koalitsiya-SV ( Ryska : 2і «Коалиция-СВ» ) är ett ryskt självgående artilleri som först uppträdde offentligt 2015 under repetitioner för Moskvas segerdagsparad. 2S35 förväntas komplettera och så småningom ersätta 2S19 Msta i ryska markstyrkor.

## Utveckling
2S35 var ursprungligen utformad som en variant av 2S19 Msta, bestående av ett 2S19-chassi med modifierat torn, utrustad med en över-och-under-dubbel automatladdare 152mm-artillerikanon. Utvecklingen av denna variant övergavs 2010.
I november 2014 pågick försök på 2S35. Serieproduktion och leverans ställdes in för 2016.

## Design
2S35 förväntas ha en mycket hög nivå av automatisering som dramatiskt kommer att minska besättningsantalet, kanske bara två eller tre personer som ligger i en pansarkapsel under de två främre bepansrade luckorna. 

## Beväpning
Initiala rapporter beskriver huvudvapnet som en 2A88 152-mm kanon med en räckvidd på upp till 70 kilometer med precisionsstyrd ammunition och upp till 40 km med standardammunition som för närvarande används på Msta-S. Den angivna genomsnittliga skotten per minut är runt 16 skott, med en maxhastighet på 20 skott per minut. 2S35:s eldhastighet förbättrades på grund av den nya pneumatiska laddaren. Beräknad ammunitionslast är omkring 60-70 projektiler och med ett speciallastande fordon är laddningstiden för full ammunitionspåfyllning 15 minuter. 2S35 kommer att ha ett modulärt ammunitionsladdningssystem, vilket gör det möjligt att ändra mängden laddning som används vid avfyrning av varje enskilt skott.
Det sekundära vapnet är en 12,7 mm X 108 mm ZiD Kord fjärrstyrd vapenstation.

## Kommando- och kontrollsystem
2S35 är inte ett klassisk självgående artilleri, utan snarare ett starkt robotiserat system med hög grad av automatisering. 2S35 har ett enhetligt kommando- och kontrollsystem med vilket alla åtgärder visas. Systemet kan automatiskt välja lämplig ammunition för en uppgift och den mängd laddning som krävs.
Kanonen är helt digitalt och kan styras på distans via det enhetliga kommando- och styrsystemet. I framtiden kan tornet placeras på chassit av T-14 Armata. 

## Mobilitet
2S35 rapporterades initialt som baserad på Armata Universal Combat Platform, som i fallet med T-14 Armata och T-15 har sju bärhjul. De 2S35-artillerifordon som visades under Moskvas segerdagsparad 2015 och dess repetitioner är dock inte byggda på Armata-plattformen utan snarare på en sexhjulig plattform som verkar vara ett T-90 chassi, och senare förväntas produktionsvarianter vara baserat på det enhetliga Armata-chassit.